# بلوگرادچیک
بلوگرادچیک شهری در استان ویدین کشور بلغارستان است که جمعیت آن در سال ۲۰۰۱ میلادی ۵٬۸۳۸ نفر بوده‌است.
بلوگرادچیک دومین شهر بزرگ استان ویدین پس از شهر ویدین است. این شهر در شمال غربی بلغارستان و در دامنه رشته‌کوه بالکان واقع شده است. مرز بلغارستان با صربستان در مجاورت این شهر قرار دارد و رود دانوب از حدود ۵۰ کیلومتری شمال این شهر می‌گذرد. در دسامبر ۲۰۰۹ این شهر ۵۳۳۴ نفر جمعیت داشته است.

## نگارخانه

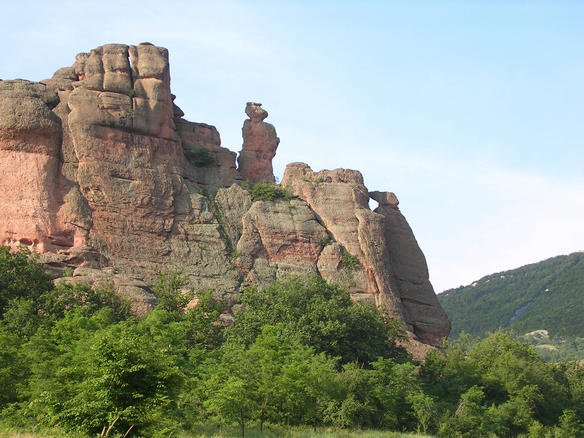
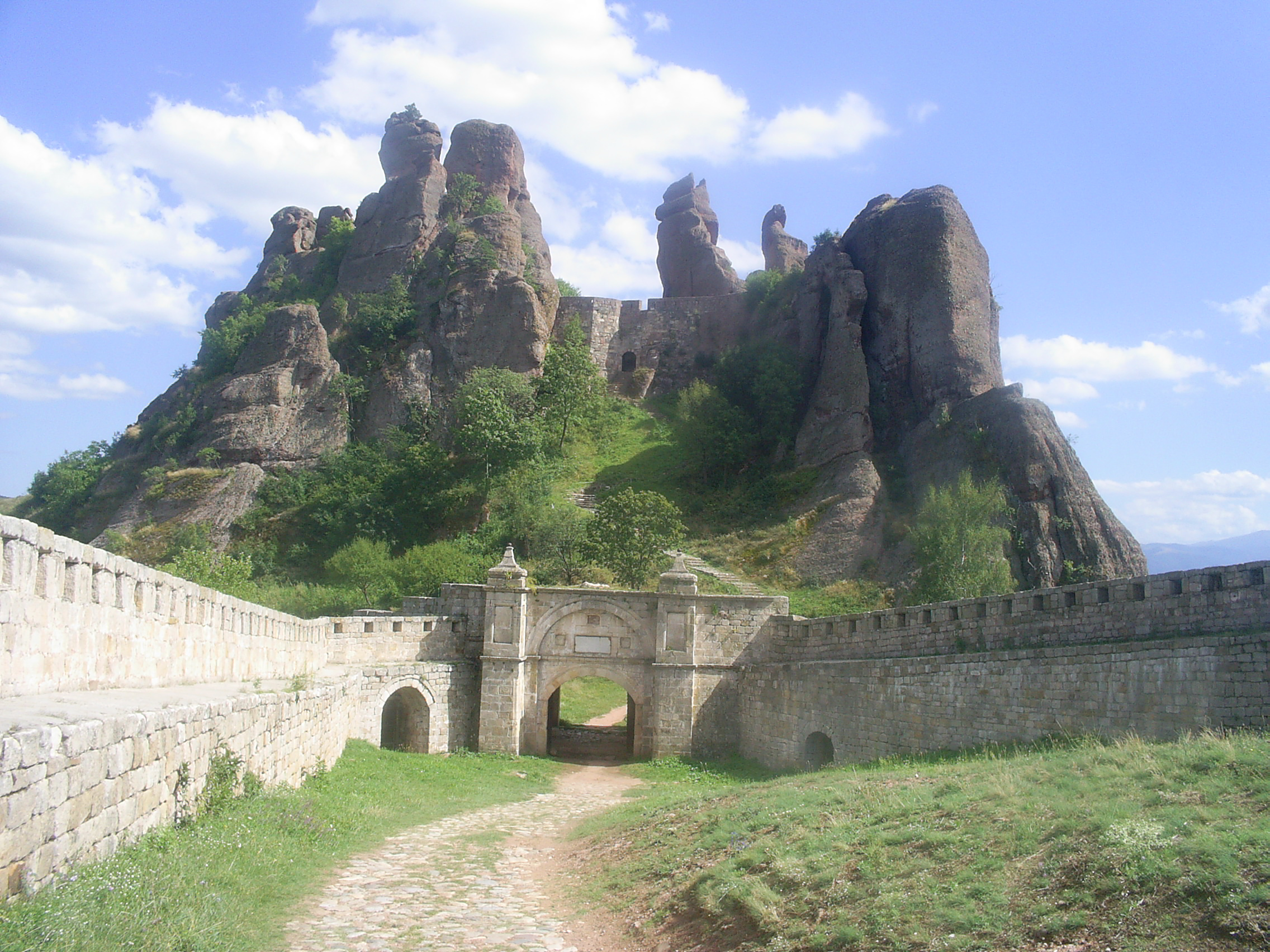
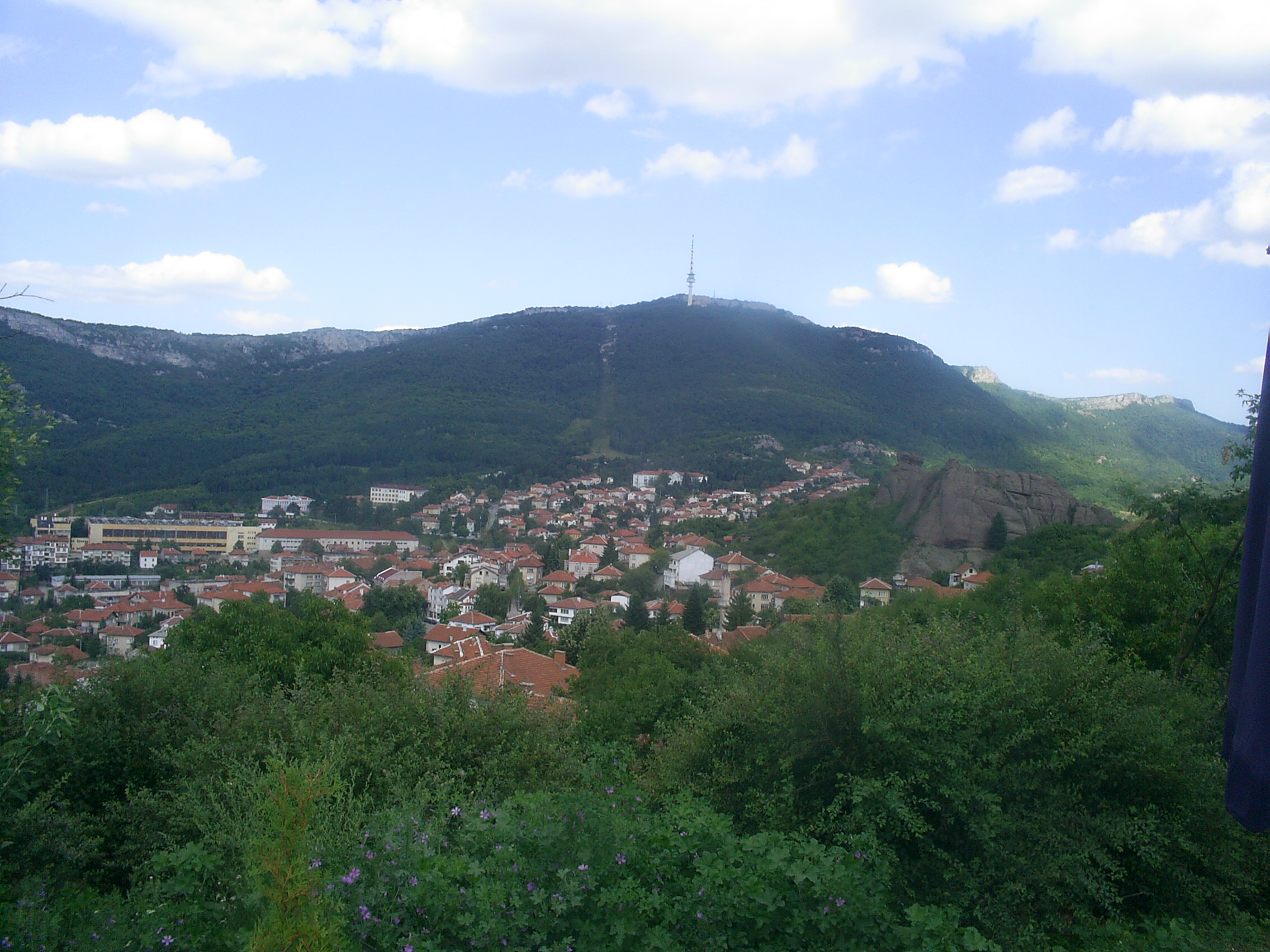